# 野蠻秘笈
《野蠻秘笈》是2006年首映的香港電影。王晶任導演兼編劇，主演為古巨基、張柏芝、森美、元華、元秋。

## 演员
| 演员   | 角色           | 备注                              |
| 張柏芝 | 上官靈鳳       | 上官達華、歐陽素秋之女 古龍之女友 |
| 古巨基 | 古龍           | 上官靈鳳之男友                    |
| 元華   | 上官達華       | 歐陽素秋之前夫、常與其鬥氣        |
| 元秋   | 歐陽素秋       | 上官達華之前妻、常與其鬥氣        |
| 黃一飛 | 空空大師       |                                   |
| 王晶   | 一團           |                                   |
| 森美   | 金庸           |                                   |
| 馬樹超 | 白眉           |                                   |
| 石蘭   | 林寶堅妮       | 林肯妻、白眉前妻                  |
| 許紹雄 | 林肯           |                                   |
| 苑瓊丹 | 報案中心接線生 |                                   |
| 江欣燕 | Salina         | 上官靈鳳之上司                    |
| 林雪   | 威哥           |                                   |
| 彭敬慈 | 獨孤星馳       | 殺手                              |

## 外部連結
- 開眼電影網上《野蠻秘笈》的資料（繁體中文）
- 香港影庫上《野蠻秘笈》的資料（繁體中文）
- 时光网上《野蠻秘笈》的資料（简体中文）
- 豆瓣电影上《野蠻秘笈》的資料 （简体中文）
- 爛番茄上《野蠻秘笈》的資料（英文）
- AllMovie上《野蠻秘笈》的资料（英文）
- 互联网电影数据库（IMDb）上《野蠻秘笈》的资料（英文）